# Funkenfänger

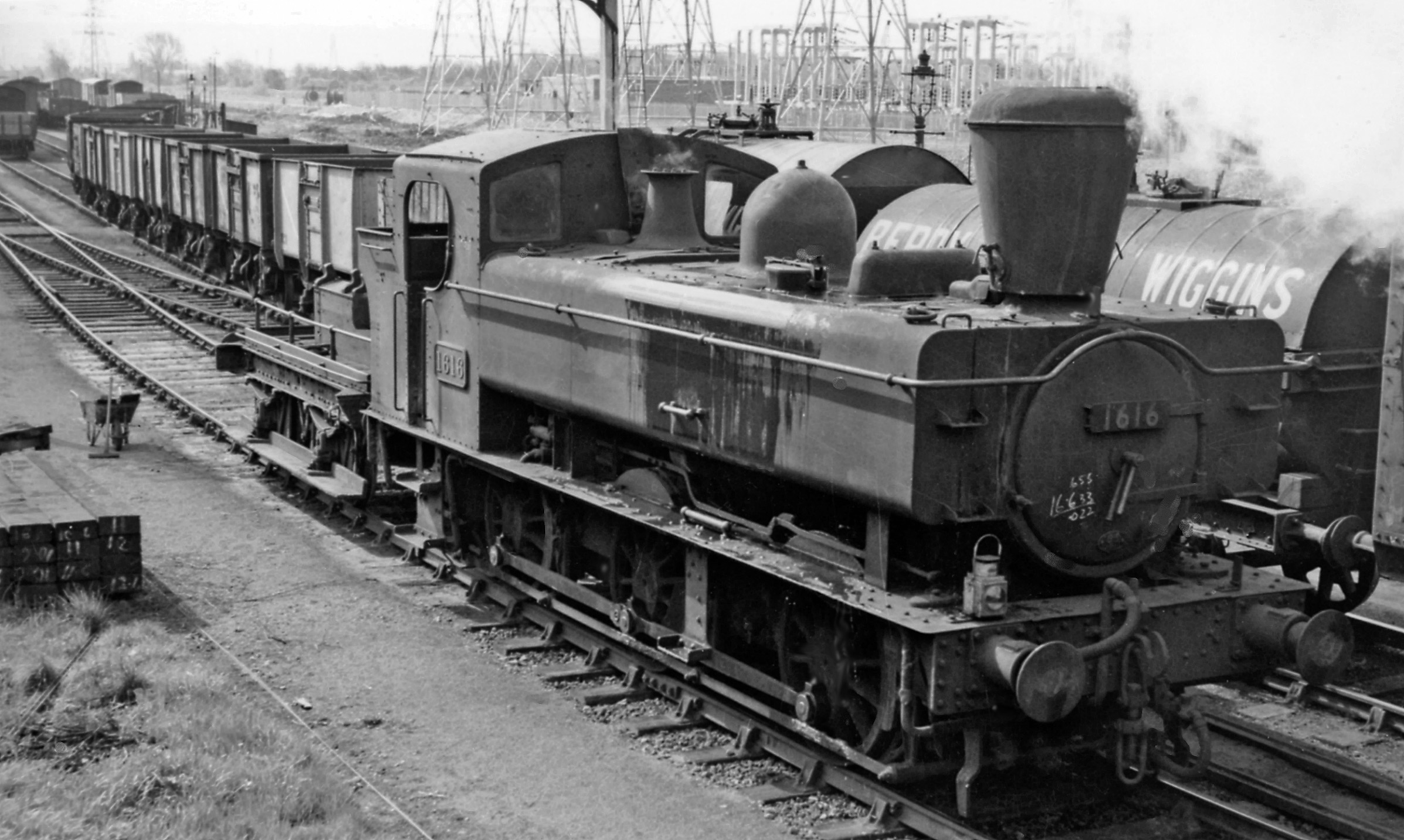
Dampflok der GWR-Klasse 1600 mit Funkenfänger in Gloucester, England

Ein Funkenfänger oder auch Funkensieb ist ein zylindrisches Bauteil aus Drahtgewebe definierter Maschenweite in der Rauchkammer einer Dampflokomotive. Er ist zwischen Blasrohr und Schornstein eingebaut.
Zweck des Funkenfängers ist es, Funkenflug bei feststoffgefeuerten Dampflokomotiven zu unterbinden. Durch den Saugzug werden brennende Kohlenteilchen vom Rost los- und in die Rauchkammer mitgerissen.
Damit keine größeren Funken (die eine große Brandgefahr darstellen würden) aus dem Schornstein geschleudert werden können, wird die Schornsteinmündung gegen die übrige Rauchkammer durch den Funkenfänger abgeschlossen. Durch diesen sollen größere Funken entweder zurückgehalten werden (so dass sie in den Rauchkammerboden fallen) oder beim Anprall auf den Funkenfänger so zertrümmert werden, dass nur kleine, schnell verlöschende Teilchen ins Freie gelangen können.

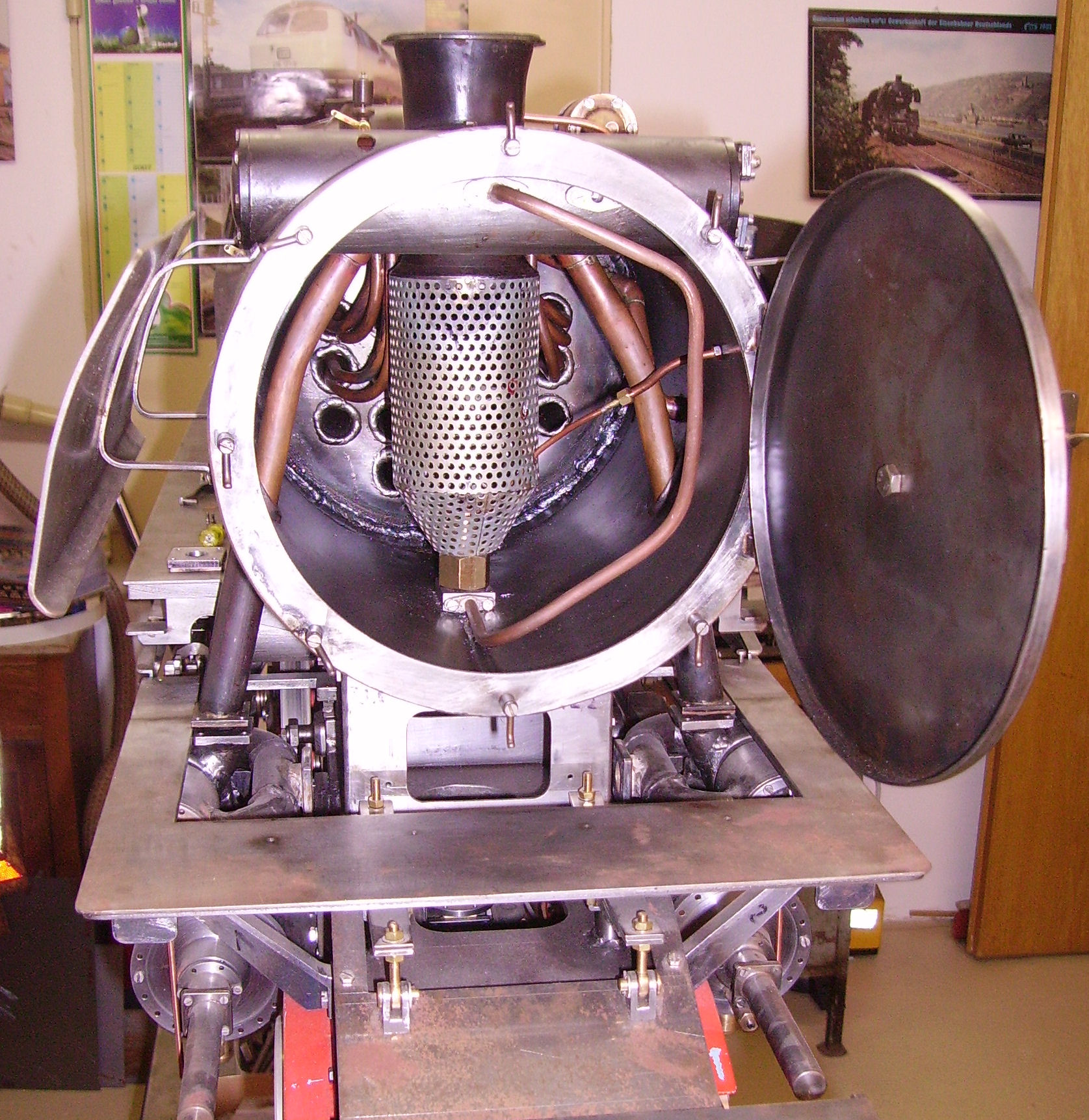
Blick in die Rauchkammer einer Modell-Dampflokomotive: Mittig ist der Funkenfänger zu erkennen

Der Funkenfänger kann um den Blasrohrkopf geringe Pendelbewegungen ausführen; durch die Erschütterungen während der Fahrt reinigt er sich somit immer wieder selbst.
Andere Technologien zur Verhütung von Funkenflug sind Aufsätze am Schornstein, wie z. B. der Kobel oder kegelförmige Schornsteinkonstruktionen. Durch engere Maschen kann bei diesen Konstruktionen oft eine effektivere Verhinderung des Funkenfluges erreicht werden. Diese Vorrichtungen fanden sich daher häufig bei Waldbahnen, da hier durch den oft verwendeten Brennstoff Holz ein erhöhtes Risiko für einen Funkenflug bestand, der in der Umgebung der Bahn zu Waldbränden führen konnte.
In Österreich und den Nachfolgestaaten der Donaumonarchie war der sog. Kobelschornstein häufig anzutreffen. Er wurde vom Konstrukteur Johann Rihosek entwickelt.

Dampflok Reihe 160 der kkStB mit Kobel-Funkenfänger. Vor der Lok steht dessen Entwickler Johann Rihosek.